# Agrypnus depressus
Agrypnus depressus es una especie de escarabajo del género Agrypnus, tribu Agrypnini, familia Elateridae. Fue descrita científicamente por Candèze en 1874.
Se distribuye por Nueva Caledonia.